# Chris Dickson

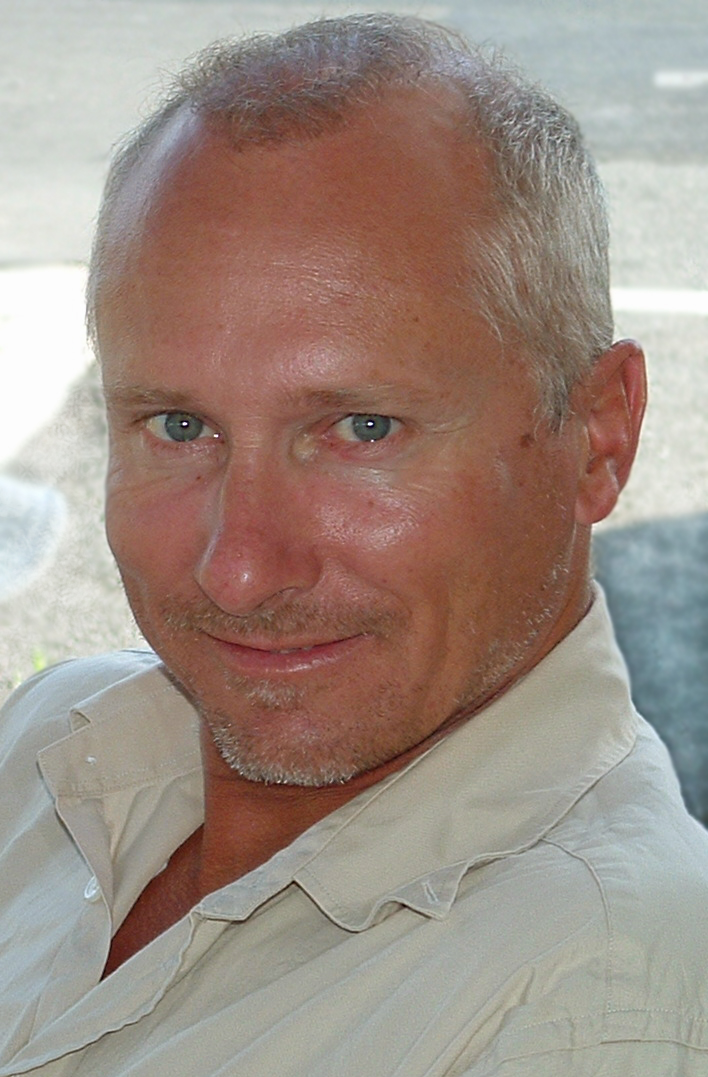
Chris Dickson, 2008

Christopher Stuart (Chris) Dickson, MBE (* 3. November 1961 in Auckland, Neuseeland) ist ein neuseeländischer Segler. Er war 3-facher Jugendweltmeister und wurde später bekannt als Skipper mehrerer America’s-Cup-Yachten und nahm für Neuseeland an den Olympischen Spielen in Sydney teil.

## Frühe Karriere
Dickson begann früh mit seiner Segelkarriere, zunächst mit dem Sabot, dann mit der P-Klasse. Danach wechselte er zu den olympischen Jollenklassen Laser und 470. Als er 15 war, hatte er bereits alles gewonnen, was es in Neuseeland als Segler zu gewinnen gab.
1977 gewann er den Tanner Cup und den Tauranga Cup, die später auch von weiteren bekannten neuseeländischen Seglern gewonnen werden sollten, Russell Coutts (1978) und Dean Barker (1988).

## Jugendweltmeister
Im Jahr nach seinem Erfolg bei den Tanner- und Tauranga-Cups gewann Dickson das erste Mal die Jugendweltmeisterschaft im 420er, zusammen mit David McKay in Perth. Es folgten die Erfolge in Livorno mit Hamish Wilcox und Fort Worth mit Sean Reeves (diesmal im Laser 11).

## Olympische Spiele
Dickson segelte zusammen mit Glen Sowry im Tornado an den Olympischen Spielen 2000 in Sydney, wo er den 5. Platz erreichte.

## Weitere Regatten
Am Whitbread Round the World Race 1993–94 kommandierte er die Yacht Tokio, als sie  – in Führung liegend – während der fünften Etappe den Mast verlor.

## America’s Cup
Dicksons erster Auftritt im America’s Cup war 1987 als Skipper von Neuseelands erstem Herausforderer-Boot. Er verlor allerdings im Final gegen den späteren Sieger jenes Jahres, Dennis Conner vom Team Stars & Stripes 87 aus den USA. Im selben Jahr wurde er von der Queen zum Member of the Order of the British Empire geschlagen. Seine weiteren Auftritte am America’s Cup waren ebenfalls mehr-oder-weniger erfolgreich:
- 1987: Skipper der Kiwi Magic (12 KZ 7), Zweiter im Louis Vuitton Cup
- 1992: Skipper der Nippon (JPN 26), Dritter im Louis Vuitton Cup
- 1995: Eigner und Skipper der NZL 39 (NZL 39) vom Team Tag Heuer, Dritter beim Louis Vuitton Cup
- 2003: Skipper der Oracle BMW (USA 76), Zweiter im Louis Vuitton Cup
- 2006/2007: CEO von BMW Oracle Racing und Skipper der Oracle BMW (USA 98) Im Halbfinale ausgeschieden

Der Cup 2007 war für Dickson ein schwerer Rückschlag, als er sich – damals einer der bestbezahlten Segler der Welt – von Luna Rossa bereits im Halbfinale 5:1 geschlagen geben musste. Dickson trat daraufhin als CEO von BMW Oracle Racing zurück und überließ seinem Platz dem Besitzer Larry Ellison, der in der darauffolgenden Austragung 2010 den Pokal zurück in die USA brachte.

## Privates
Dickson ist verheiratet und hat zwei Kinder. Er wohnt in Auckland und nimmt nicht mehr so oft an Segelwettbewerben teil. Er segelt aber nach wie vor Regatten, vorwiegend mit jungen Crews.